# Kleszczewo (województwo lubuskie)
Kleszczewo (niem. Klischt Vorwerk) – osada siedziba sołectwa w Polsce położona w województwie lubuskim, w powiecie międzyrzeckim, w gminie Bledzew.

## Historia
Miejscowość pierwotnie związana była z Wielkopolską. Ma metrykę średniowieczną i istnieje co najmniej od XV wieku. Wymieniona po raz pierwszy w dokumencie zapisanym po łacinie z 1452 "Clesczewo", 1483 "Chleszczewo", 1944 "Klischt Vorwerk" .
W średniowieczu miejscowość należała do powiatu poznańskiego Korony Królestwa Polskiego. Zanotowały ją spisane historyczne dokumenty. Miejscowość była własnością szlachecką. W 1452 została wymieniona w aktach procesowych. Jeden z uczestników Peregryn został opisany jako właściciel Kurska, Kleszczewa i Zamostowa; pozwał go Fabian Konopka z Bukowca koło Międzyrzecza. W 1459 odnotowano Agnieszkę, Elżbietę i Małgorzatę siostry niedzielne zmarłego Mikołaja Bylęckiego właściciela Kurska, Zamostowa i Kliszowa. W 1471 Małgorzata, żona Piotra Jabłonowskiego, z Bylęcina koło Zbąszynia sprzedała z zastrzeżeniem prawa wykupu za 40 złotych węgierskich wieś Zamostowo, część młyna w Kursku oraz część wsi Kleszczewo Janowi „Wsthuga”. W 1483 Dziersław Chyciński zapisał żonie Annie po 100 grzywien posagu i wiana na swej części czynszu w Goruńsku, na młynie w Chycinie oraz na folwarku zwanym wówczas Chleszczewo .
Wieś jako folwark Klisze, w XIX wieku przynależny do dóbr Kursko, wymienia Ludwik Plater w książce "Opisanie historyczno-statystyczne Wielkiego Księstwa Poznańskiego" wydanej w Lipsku w 1846 .
W latach 1975–1998 miejscowość administracyjnie należała do województwa gorzowskiego.
Latem 2019 rozpoczęły się konsultacje społeczne dotyczące nadania Kleszczewu statusu sołectwa.